# Watching Over You/Hallowed Be Thy Name
Watching Over You/Hallowed Be Thy Name è il terzo singolo del musicista inglese Greg Lake, il secondo totalmente da solista, pubblicato dalla Atlantic (catalogo K 11061) nel gennaio 1978.
Mentre il brano sul lato A è estratto dall'album Works Volume 2 (uscito il 10 novembre 1977), quello sul lato B è estratto dal doppio album Works Volume 1 (uscito il 25 marzo 1977).

## Tracce
Testi di Peter Sinfield, musiche di Greg Lake; edizioni musicali Palm Beach International Recordings Ltd.
1. Watching Over You (da Works Volume 2) – 3:55
2. Hallowed Be Thy Name (da Works Volume 1) – 4:35

## Musicisti

### Accreditati
- Greg Lake – voce, chitarra[5], armonica[5], basso[2]
- Orchestre de l'Opéra de Paris – diretta da Godfrey Salmon [2]
- Tony Harris – violino[2]

### Non accreditati[2]
- Keith Emerson – pianoforte
- Carl Palmer – batteria

## Tracce
1. ↑  Acronimo di "Emerson, Lake & Palmer".
2. 1 2 3 4 5  Sul lato B.
3. 1 2  Solo i titoli in grassetto indicano i brani musicali di Greg Lake da solista.
4. ↑  Il lato B è opera di tutto il trio ELP, dall'album Tarkus (1971).
5. 1 2  Sul lato A.